# 森寺城
森寺城（もりでらじょう）または湯山城（ゆやまじょう）は、富山県氷見市森寺城山にあった戦国時代の日本の城（山城）。氷見市指定史跡。とやま城郭カードNo.34。

## 概要
越中（富山県）・能登（石川県）国境である宝達丘陵から発する阿尾川の中流域左岸に面した、標高160メートルの南北に伸びる尾根上に位置する。稜線最高部の本丸・二の丸を中心として、寺坂屋敷・サイダ屋敷・野崎屋敷などと呼ばれる複数の曲輪群や腰曲輪、土塁・堀切などが残されている。城の縄張りは南北1100メートル×東西400メートルを測り、氷見市内最大級の規模を持つ。
史料上では「湯山城」の名で登場し、能登守護・畠山氏（畠山義総の代?）により16世紀前半に築かれたとされる。16世紀後半の1576年（天正4年）には、越中に進出した越後の上杉謙信方の支城となり長沢光国が守備に入ったが、1578年（天正6年）の謙信の急死により織田信長方に奪われ、佐々成政の支城となった。その後、成政が羽柴秀吉に降伏したことで1585年（天正13年）頃に廃城となったと考えられている。
1973年（昭和48年）1月30日に氷見市の史跡となり、森林公園として整備されていたが、縄張りの範囲や遺構全体像の把握が不完全だったことから、1996年・1997年（平成8年・9年）と2001年（平成13年）に本丸・二の丸の搦手口などで試掘調査が行われた。これらの調査ではV字形の空堀や、土留め用の石組みをもつ土塁などが発見された。
2004年（平成16年）の試掘調査では、二の丸に登る坂にて石垣のほか、石敷きのある道と側溝が発見され、安土城ほどの規模ではないが、大手道と判断された。出土遺物は主に陶磁器やかわらけなどで、城が史料に登場する前の15世紀代の珠洲焼も見られたが、16世紀末の上杉・佐々氏らによる熾烈な攻防が行われた時期のものが多かった。これらのことから、大手の石垣や石敷道は1581年（天正9年）ごろに城を抑えた佐々成政により造られたと推定された。また、石垣が意図的な破壊を受けていたことから、1585年（天正13年）の成政降伏後に前田利家により破城されたと推定された。 